# 日本黒鉛工業
日本黒鉛工業株式会社（にっぽんこくえんこうぎょう、英:Nippon Graphite Industries, Co.,Ltd.）は、滋賀県大津市に本社を持つ、黒鉛の加工を主とした製造業者。

## 概要
1919年（大正8年）に創業から黒鉛の加工により工業製品を手掛ける。
モーターのブラシ用の製品は国内シェアの半数以上にのぼり、特に一次電池用の電極用塗料や導電助剤ではほぼ100%のシェアである。
黒鉛を粗く砕いた原料を日本国外から輸入し、用途や注文に応じて0.1 マイクロメートルの粉末に加工するほか、これらの粉末を分散させて塗料に加工、またはコーティングする技術を有する。この一例として、リン酸鉄リチウムイオン電池用に黒鉛を加工した「黒鉛導電性塗料を塗布したプライマーコート品」を開発・製造・販売を行う。
電池に用いられる材料が海外製の廉価なものの採用が日本国内で増加していることから、プライマーコート品などの高付加価値な黒鉛をより売り出していくようになった。
製造部門と販売部門は分離されており、販売部門は日本黒鉛商事株式会社（にほんこくえんしょうじ）が担当している。

## 沿革
1919年（大正8年）に神戸市生田区で創業されたが、精錬をする過程で大量の用水が必要となるため、創業の翌年に琵琶湖に近く水資源に恵まれた滋賀県大津市石山に工場を移転する（石山工場）。創業当初は日本国内に黒鉛を機械的に精錬する工場がなかったが、日本黒鉛は黒鉛精錬法の特許を取得して純良黒鉛の精錬に成功した。
1939年（昭和14年）に朝鮮の長柱黒鉛鉱業所を買収、その後は現在の瀬田工場となる興亜黒鉛鉱業所を吸収合併している。第二次世界大戦中は軍需工場として陸軍航空兵器総局の監督下に置かれていた。1933年（昭和8年）に神戸市葺合区へ本社が移転していたが、戦災に遭い本社を石山工場に移す。戦後、朝鮮の長柱黒鉛鉱業所は失っている。
第二次世界大戦後は黒鉛原石の輸入が増強され、工場の拡張や近代化によって生産機能が強化されている。
1957年（昭和32年）に販売部門を新しく創立した日本黒鉛商事株式会社に移譲する。2013年（平成25年）にはタイに合弁会社のNGI（Thailand） Co.,LTDを設立する。

## 事業所
- 本社・石山工場：滋賀県大津市唐橋町9-22
- 瀬田工場：滋賀県大津市栗林町5-1